# Erwin Kramer

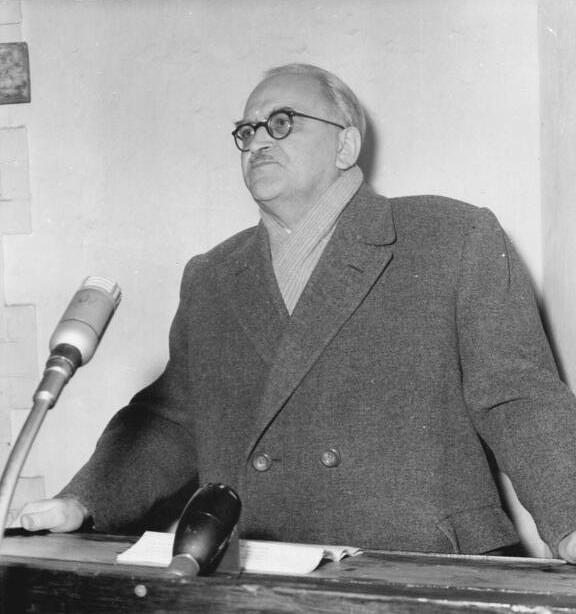
Erwin Kramer, 1962

Erwin Kramer (* 22. August 1902 in Schneidemühl; † 10. November 1979 in Berlin) war Minister für Verkehrswesen der DDR und Generaldirektor der Deutschen Reichsbahn.

## Leben
Kramer absolvierte nach dem Besuch der Realschule und einem Praktikum im Reichsbahnausbesserungswerk Schneidemühl 1923 bis 1929 ein Studium der Elektrotechnik und Eisenbahnwissenschaft an der Technischen Hochschule Berlin. Er war seit 1919 Mitglied des Kommunistischen Jugendverbandes Deutschlands, 1924 bis 1927 der Roten Studentenhilfe und ab 1929 der KPD. 1930 bis 1932 war er Bauführer bei der Reichsbahndirektion Berlin. Ab 1929/30 gehörte er der Revolutionären Gewerkschafts-Opposition an, in der er eine Reihe Funktionen übernahm.
1932 war Kramer in Haft in Berlin-Moabit. Wegen eines drohenden Hochverratsprozesses emigrierte er Ende des Jahres 1932 in die UdSSR. Er arbeitete am Zentralen Forschungsinstitut für Verkehrswesen in Moskau zu den Gebieten Rationalisierung und Automatisierung. Zugleich besuchte er Kurse an der Kommunistischen Universität der nationalen Minderheiten des Westens. 1937 besuchte er einen Lehrgang Taktik an der Militärschule „Erste Reiterarmee“ in Tambow und nahm anschließend als Ingenieur-Offizier der XI. Internationalen Brigade am Spanischen Bürgerkrieg teil.
Von Februar bis April 1939 wurde er im französischen Lager Saint-Cyprien interniert, danach kehrte er in die UdSSR zurück. Kramer arbeitete dort als Ingenieur in einem Betrieb und ab 1941 als Sprecher und Übersetzer der deutschen Redaktion des Moskauer Rundfunks. In diesem Zusammenhang berichtete er auch über Verbrechen der deutschen Wehrmacht während des Zweiten Weltkrieges. Im Oktober 1941 wurde er nach internen Konflikten aus dem Sender entlassen. Zudem wurde er durch die KPD-Führung verwarnt und nach Kuibyschew evakuiert. Nach dem Verkauf von Lebensmittelkarten auf dem Schwarzmarkt wurde er 1943 aus der KPD ausgeschlossen. 1945 war er Kursant einer politischen Schule bei Moskau.

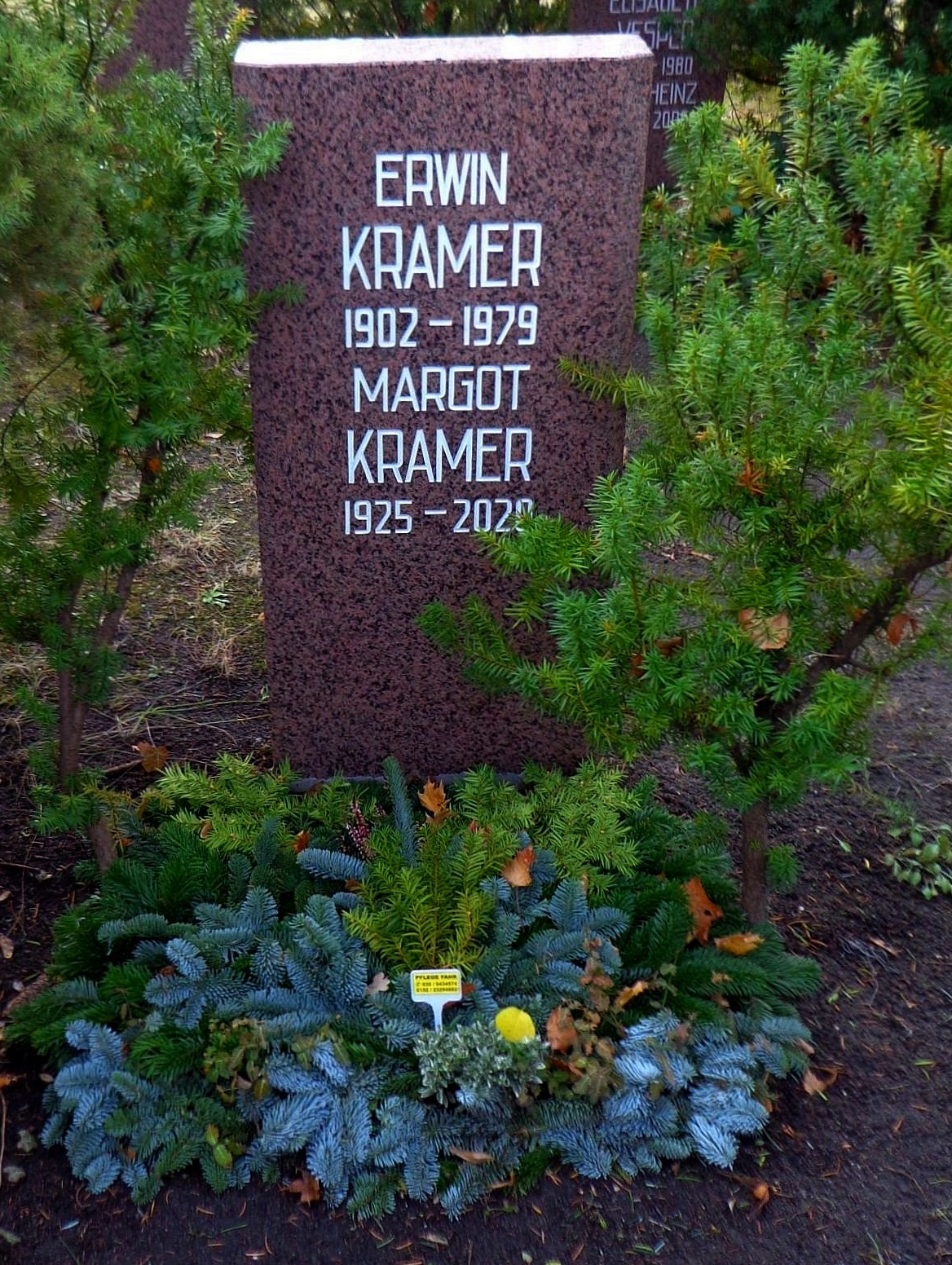
Grabstätte

Nach seiner Rückkehr nach Deutschland Ende 1945 trat Kramer 1946 der SED bei. Er war 1946 bis 1949 Leiter der maschinentechnischen Abteilung der Deutschen Wirtschaftskommission und ab 1946 Vizepräsident der Reichsbahndirektion Berlin, ab 1949 stellvertretender Generaldirektor und 1950 bis 1970 Generaldirektor der Deutschen Reichsbahn. Außerdem war er seit 1953 Stellvertreter des Ministers für Eisenbahnwesen Roman Chwalek und ab November 1954 bis Dezember 1970 Minister für Verkehrswesen. 1954 bis 1970 war er Mitglied des Zentralkomitees der SED und 1958 bis 1979 Abgeordneter der Volkskammer (unter anderem im Ausschuss für Auswärtige Angelegenheiten).
Seine Urne wurde in der Grabanlage Pergolenweg des Berliner Zentralfriedhofs Friedrichsfelde beigesetzt.

## Ehrungen
Kramer wurde 1959 mit dem Nationalpreis, 1967 mit der Ehrenspange zum Vaterländischen Verdienstorden, 1970 mit dem Karl-Marx-Orden und dem Orden des Vaterländischen Krieges und 1977 dem Stern der Völkerfreundschaft ausgezeichnet.
Das Reichsbahnausbesserungswerk Potsdam erhielt am 20. August 1982 den Ehrennamen „Erwin Kramer“. Auch die Ingenieurschule für Verkehrstechnik und das Bahnbetriebswerk Neustrelitz, sowie die Betriebsberufsschule der Deutschen Reichsbahn in Karl-Marx-Stadt trugen zuletzt diesen Beinamen. 1986 wurde eine Straße in Berlin-Hellersdorf nach ihm benannt (seit 1992 Carola-Neher-Straße).

## Rezeption
Die im Oktober 1953 in Betrieb genommene lange Verbindungskurve zwischen der Anhalter Bahn und dem Berliner Außenring, die eine Umleitung der aus Halle und Leipzig kommenden Züge nach dem Ostteil Berlins ermöglichte, erhielt den inoffiziellen Namen Kramerkurve.